# Fucecchio
Fucecchio és un municipi italià, situat a la regió de la Toscana i a la ciutat metropolitana de Florència. L'any 2004 tenia 21.912 habitants.